# A Esquerda (Eslovénia)
A Esquerda (em esloveno:  Levica) é um partido ecossocialista na Eslovénia. O partido foi criado a 24 de junho de 2017 pela fusão do Partido para o Desenvolvimento Sustentável da Eslovénia (TRS) e da Iniciativa para o Socialismo Democrático (IDS), sendo o sucessor da coligação eleitoral Esquerda Unida.